# 南回归线

世界地圖中的南回歸綫。

南回归线（英语：Tropic of Capricorn）是太阳直射点回归运动时移到最南时所在的纬线，其纬度数值等于黄赤交角，大约在南纬23度26分。

## 變動
实际上，受岁差、章動和极移等天文因素的影响，南、北回归线位置并非固定不变。以南回歸線为例，它的纬度上限：北在南纬22°37′56″，南在南纬24°14′39″，相差约180公里，往复周期约为37,158年。但是也有其他說法例如41000年介於21.5至24.5度間，或者41000年在22.1至24.5度間。
目前南回归线正每年向北移动大约0.47秒，约14.4米，約在公元前7281年時到最南點並開始往北移動，在已于2009年夏至日经过周期中点，即23度26分17秒，並繼續北移，直到公元11300年到達最北點時才會再南返。1917年時在23度27分，2045年時在23度26分。
當南回歸線在現在界線與南界之間時不會經過今日界上以外的國家。
現在南回歸線通過的國家和地區：南美洲－巴西、巴拉圭、阿根廷、智利。非洲－馬達加斯加、莫三比克、南非共和國、波札那、那米比亞。大洋洲－澳大利亞、社會群島。
當南回歸線在現在界線與北界之間時會經過：東加、斐濟、辛巴威、玻利維亞。

## 地理意义
南、北回归线也分别是南温带、北温带与热带的分界线；南极圈、北极圈则是90度减去回归线的度数，是南温带、北温带与南寒带、北寒带的分界线（天文五带）。

## 其他
南回归线（Tropic of Capricorn）的英文名起源于二千多年前（命名这条线的时候），冬至日太阳直射到此处时，是处在黄道十二宫的摩羯宫位置。由于地球自轉軸的歲差現象，目前在天球上冬至点太阳的位置位于人馬座。
《南回归线》也是著名作家亨利·米勒于1939年发表的一部小说。
澳大利亞昆士蘭州有選區以南回歸線命名。